# Џојс (Луизијана)
Џојс (енгл. Joyce) насељено је место без административног статуса у америчкој савезној држави Луизијана.

## Демографија
По попису из 2010. године број становника је 384.
| Група             | 2000.    | 2010.       |
| Белци             | 0 (0,0%) | 369 (96,1%) |
| Афроамериканци    | 0 (0,0%) | 12 (3,1%)   |
| Азијати           | 0 (0,0%) | 2 (0,5%)    |
| Хиспаноамериканци | 0 (0,0%) | 1 (0,3%)    |
| Укупно            | 0        | 384         |